# Ферганский проезд
Ферга́нский прое́зд — улица в районе Выхино-Жулебино Юго-Восточного административного округа. Параллельна МКАД. Проходит между Ферганской улицей и Волгоградским проспектом. Длина улицы — 1068 метров. Последний номер дома по улице — 15.

## Происхождение названия
Название дано по Ферганской улице, к которой примыкает.

## Инфраструктура
На первых этажах некоторых домов присутствуют магазины продуктов, хозтоваров, парфюмерии; аптеки; есть четыре парикмахерские; физкультурный зал, детская библиотека.
На проезде находятся три школы: относящиеся к комплексу 1363 и детский сад.
Кафе «Red»
Автосервис, приём стеклопосуды, мебельный магазин, паспортный стол, «Союзпечать», опорный пункт, магазин одежды, сберкасса, химчистка.

## Транспорт

### Метро
Станция метро «Юго-Восточная» Некрасовской линии.

### Автобус
По проезду проходят автобусы: 51, с799, 115, 159, 209, 731, т63, е70, н7.
Координаты: 55°41′37″ с. ш. 37°49′03″ в. д. / 55,693611° с. ш. 37,8175° в. д.